# Apollinaris Sulci
Gli Apollinaris Sulci sono una struttura geologica della superficie di Marte.